# مالمو (مینه‌سوتا)
مالمو (به انگلیسی: Malmo) یک منطقهٔ مسکونی در ایالات متحده آمریکا است که در شهرستان ایتکین، مینه‌سوتا واقع شده‌است. مالمو ۳۸۴٫۰۵ متر بالاتر از سطح دریا واقع شده‌است.